# Wacław Zawadowski
Jan Wacław Zawadowski, Pseudonym „Zawado“ (* 14. April 1891 in Skobełka in der Woiwodschaft Wolhynien, damals Polen; † 15. November 1982 in Orcel bei Aix-en-Provence, Frankreich) war ein polnischer Maler und in den 1920er Jahren ein bedeutendes Mitglied der École de Paris. Vor dem Zweiten Weltkrieg war er Rektor der Pariser Niederlassung der Kunstakademie Krakau.

## Leben
Zawadowski wurde in der heute ukrainischen Ortschaft Skobełka geboren, sein Bruder war Witold Eugeniusz Zawadowski. Er studierte von 1910 bis 1912 an der Krakauer Kunstakademie unter Józef Pankiewicz. Kommilitonen und enge Freunde waren hier Moïse Kisling und Szymon Mondszajn. Ab 1912 lebte er in Paris nach Besuchen in Wien und Venedig. Dort war er mit Blaise Cendrars, Guillaume Apollinaire, Marc Chagall, Fernand Léger, Robert Delaunay und Max Jacob bekannt.
Nach dem Tuberkulosetod seines Freundes und Künstlerkollegen Amedeo Modigliani, der auch ein Porträt von Zawadowski angefertigt hatte, bezog er dessen Atelier. Die Jahre des Ersten Weltkrieges verbrachte er in Spanien. Von 1919 bis 1930 lebte er erneut in Paris, später dann in der Nähe von Aix-en-Provence. 1938 übernahm er von Pankiewicz die Leitung der Pariser Dependance der Krakauer Kunstakademie, die er bis Kriegsausbruch 1939 innehatte. Ein Angebot, als Professor an der Akademie in Krakau zu lehren, lehnte er 1949 ab.
1925 wurde er ein Mitglied der Krakauer Künstlergruppe „Jednoróg“ (polnisch: „Cech Artystów Plastyków Jednoróg“). Im Jahr 1928 war Zawadowski ein Gründungsmitglied der Gesellschaft Polnischer Künstler in Paris (französisch: „Cercle des Artistes Polonais“). Er war auch Mitglied bei der Warschauer Gesellschaft zur Förderung der Kunst.

## Werk
Zawadowskis Werk wurde vor allem vom Post-Impressionismus beeinflusst. Vorbilder des Künstlers waren Paul Cézanne und Pierre Bonnard sowie auch die holländischen Meister des Barocks. Er war ein Landschaftsmaler (bevorzugte Motive stammten aus der Provence), der auch Stillleben, Porträts, Akte und Genrebilder schuf. Er setzte sich immer wieder mit dem Verhältnis von Farben und Licht auseinander. Zunächst malte er in eher kühlen und bleichen Tönen (zum Beispiel Serien zu den heruntergekommenen Industrie- und Arbeitervierteln von Paris), ab 1930 wurden seine Bilder dann farbenfroher. Nach dem Zweiten Weltkrieg entstanden auch Aquarelle. Zawadoski signierte seine Bilder mit einer Kurzform seines Nachnamens – „Zawado“.
Von 1913 an wurden Arbeiten von Zawadowski auf Ausstellungen des Galeristen Paul Cassirer in Berlin, Köln, Düsseldorf und München gezeigt. Außerdem nahm er an den Ausstellungen des Pariser Salons (Herbst 1920) und des Salon des Indépendants (1914, 1920 und 1921) teil. Mit anderen polnischen Künstlern wurde er 1922 im Pariser Musée Crillon und in verschiedenen bedeutenden Galerien („des Beaux-Art“, „Bernheim“) ausgestellt. Ebenso wurden sie vor dem Zweiten Weltkrieg in Warschau, Krakau, Posen und Łódź gezeigt. Einzelausstellungen fanden in London in den Jahren 1937 (Galerie „Adams“) und 1940 (Galerie „Le Fevre“) statt. Nach dem Krieg wurde er auf Einzelausstellungen in Krakau (1959), in Lausanne (1968), in Breslau (1974), im Museum der Erzdiözese Warschau (1982) sowie in Aix-en-Provence präsentiert. 1975 erhielt er eine Einzelausstellung im Krakauer Kulturpalast. Seine Werke wurden posthum auf der Ausstellung Polnische Kulturschätze aus der Sammlung der Polnischen Bibliothek in Paris (polnisch: „Skarby Kultury Polskiej ze Zbiorow Biblioteki Polskiej w Parizu“) im Nationalmuseum in Krakau im Jahr 2004 gezeigt.